# Quecksilberselenid
Quecksilberselenid ist eine chemische Verbindung aus der Gruppe der Selenide.

## Vorkommen
Quecksilberselenid kommt natürlich in Form des Minerals Tiemannit vor.

## Gewinnung und Darstellung
Quecksilberselenid kann durch mehrstufige Reaktion von Salpetersäure mit Selen und Quecksilber(II)-oxid gewonnen werden.
{\displaystyle \mathrm {3\ HgO+3\ Se+4\ HNO_{3}\longrightarrow 3\ HgSeO_{3}+4\ NO+2\ H_{2}O} }
{\displaystyle \mathrm {2\ HgSeO_{3}+3\ (N_{2}H_{6})SO_{4}+6\ NH_{3}\longrightarrow 2\ HgSe+3\ N_{2}+3\ (NH_{4})_{2}SO_{4}+6\ H_{2}O} }
Alternativ ist auch die direkte Synthese aus den Elementen bei etwa 600 °C möglich.
{\displaystyle \mathrm {Hg+Se\longrightarrow HgSe} }

## Eigenschaften
Quecksilberselenid ist ein violettschwarzer, aus metallisch glänzenden Kristallen bestehender Feststoff. In Stickstoff, Kohlendioxid oder im Vakuum ist er bei 600 °C unzersetzt sublimierbar.  Es besitzt unter Normalbedingungen eine Kristallstruktur vom Zinkblendetyp (a = 6,07 Å, Raumgruppe F43m (Raumgruppen-Nr. 216), Punktgruppe 43m). Ab einem Druck von 0,75 GPa geht es in eine Cinnabarit-, ab 16 GPa eine Natriumchlorid- und ab 28 GPa in eine tetragonale Struktur über.

## Verwendung
Quecksilberselenid wird als Halbleiter verwendet.